# If I Didn’t Have You
If I Didn’t Have You ist ein Song von Songwriter und Sänger Randy Newman aus dem Jahr 2001. Das Lied erscheint im Abspann des Kinderfilms Die Monster AG. Dort wurde es gesungen von John Goodman und Billy Crystal, die im Film James P. Sullivan und Mike Wazowski sprechen.
Allmusic merkt an, dass der Song trotz seines Charmes ein wenig wie eine zweitklassige Version von Toy Storys You’ve Got a Friend in Me anmute.

## Wirkung
Der Titel bekam bei der Oscarverleihung 2002 den Academy Award in der Kategorie Bester Song. Zuvor wurde Randy Newman wegen seiner Filmmusiken und Songs 14-mal für einen Oscar im Bereich Beste Filmmusik und Bester Song nominiert, aber nie damit ausgezeichnet. Außerdem gewann er im selben Jahr einen World Soundtrack Award auf dem Internationalen Filmfestival von Flandern in Gent in der Kategorie Best Original Song Written for a Film. Auf der Platte mit dem Original-Soundtrack ist auch eine Version von Randy Newman enthalten.
2002 erschien weiterhin eine Coverversion auf dem Musikalbum Monsters, Inc. Scream Factory Favorites von Riders in the Sky, das 2003 einen Grammy in der Kategorie Best Musical Album for Children gewann.
Emily Osment und Mitchel Musso, die in der Fernsehserie Hannah Montana mitspielten, coverten 2006 das Lied, das auf dem Album Disneymania 6 erschien und von Bryan Todd produziert wurde.